# قرموط إفريقي
سلور أفريقي أو قرموط أفريقي أو بربور (الاسم العلمي Clarias gariepinus)، نوع سمك من فصيلة أسماك السلور المتنفسة للهواء ورتبة سلوريات الشكل. موطنه جميع أنحاء أفريقيا والشرق الأوسط، تعيش في المياه العذبة في البحيرات والأنهار، والمستنقعات، وكذلك أحواض معالجة الصرف الصحي أو شبكات الصرف الصحي. ويربى في أماكن عدة في العالم مثل البرازيل وإندونيسيا وفيتنام والهند.

## وصلات خارجية
- Reproduction of African catfish
- All Catfish Species Inventory
- Handbook on the rearing and artificial reproduction of the African catfish
- The African catfish
- Chari in the Bari, Homestead rearing of African catfish  نسخة محفوظة 7 يونيو 2017 على موقع واي باك مشين.